# Nicola Berti
Nicola Berti (Salsomaggiore Terme, 14 april 1967) is een Italiaans voormalig betaald voetballer die doorgaans als offensieve middenvelder uitkwam. Hij speelde onder meer tien jaar voor Internazionale, waarmee hij in 1989 kampioen werd van de Serie A en in 1991 en 1994 de UEFA Cup won. Berti verzamelde 39 caps voor het Italiaans voetbalelftal en scoorde drie maal. Hij vertegenwoordigde Italië op de WK's van 1990 en 1994. Op dat laatste toernooi verloren de Italianen de finale tegen Brazilië.
Berti is de neef van voormalig professioneel wielrenner Paolo Bossoni.

## Clubcarrière
In de beginjaren van zijn carrière speelde de aanvallend ingestelde Berti voor Parma, waarmee hij naar de Serie B promoveerde in 1984, en Fiorentina. Berti was een box-to-box-middenvelder die geregeld scoorde en werd gezien als een technisch vaardige speler. Berti werd ook omschreven als een harde werker voor het team. Hij werd qua stijl door de Italiaanse krant La Repubblica vergeleken met zijn jeugdidool Marco Tardelli. Berti won tweemaal de UEFA Cup (1990/91, 1993/94) met Internazionale, waar hij tien seizoenen speelde van 1988 tot 1998. Berti en Internazionale haalden ook de finale van 1997, maar verloren tegen het Duitse Schalke 04, met de Belg Marc Wilmots en de Nederlandse trainer Huub Stevens.
Een ander hoogtepunt in de carrière van Berti was het winnen van de Serie A met Inter in het seizoen 1988/89 onder trainer Giovanni Trapattoni. In 1998 verruilde Berti na tien jaar Internazionale voor het Engelse Tottenham Hotspur. Met de Premier League-club won Berti de League Cup in 1999, zijn enige seizoen over het Kanaal. Berti speelde de finale tegen Leicester City echter niet mee. Darren Anderton, onder anderen, was een routinier van de club en kreeg vaak de voorkeur boven Berti. De Italiaan vatte in de competitie slechts 21 wedstrijden aan op 38 (drie goals). Berti verhuisde naar de Spaanse Primera División, waar hij tekende voor Deportivo Alavés. Na twee seizoenen was Berti weg. Een 35-jarige Nicola Berti sloot zijn loopbaan af in Australië, op onsuccesvolle wijze met Northern Spirit in 2002.

## Erelijst
| Competitie                  |        |                  |       |       |
| Competitie                  | Aantal | Jaren            |       |       |
| Parma                       | Parma  | Parma            | Parma | Parma |
| --------------------------- | ------ | ---------------- | ----- | ----- |
| Serie C                     | 1x     | 1983/84          |       |       |
| Internazionale              |        |                  |       |       |
| Serie A                     | 1x     | 1988/89          |       |       |
| UEFA Cup                    | 2x     | 1990/91, 1993/94 |       |       |
| Supercoppa Italiana         | 1x     | 1989             |       |       |
| Tottenham Hotspur           |        |                  |       |       |
| League Cup                  | 1x     | 1998/99          |       |       |
| Italië                      |        |                  |       |       |
| Wereldkampioenschap voetbal | 1x     | 1990, 1994       |       |       |

## Interlandcarrière
Berti maakte deel uit van de Italiaanse squadra op het WK 1990 en het WK 1994. In 1994 speelde Berti de finale tegen Brazilië en verloor deze pas na strafschoppen.